# Arma segreta
Un'arma segreta è un'arma la cui esistenza non è ufficialmente confermata dal suo detentore.

## Descrizione e caratteristiche
In termini di armamenti su larga scala, l'espressione può riferirsi a una tecnologia bellica di nuova concezione - reale, in corso di sviluppo oppure del tutto immaginaria - che il governo detentore tiene nascosta o di cui non ammette ufficialmente l'esistenza. Ad esempio, durante il suo sviluppo, la bomba atomica era considerata un'arma segreta e come tale tutte le notizie che la riguardavano erano mantenute top secret. Al di là dell'effettivo valore strategico sul campo, le voci su misteriose armi segrete - come ad esempio il raggio della morte - sono state utilizzate nel corso o in vicinanza di una guerra come strumento di propaganda, per sollevare il morale dell'opinione pubblica e delle truppe e, secondariamente, cercare di intimorire il nemico. Durante le ultime fasi della seconda guerra mondiale, ad esempio, la propaganda della Germania nazista di Joseph Goebbels coniò il termine Wunderwaffen ("armi-meraviglia" o "armi-miracolo"); tali "armi miracolose", secondo la propaganda, avrebbero dovuto conferire una netta superiorità tecnologica all'esercito tedesco e cambiare radicalmente il corso del conflitto (che volgeva ormai chiaramente a favore degli Alleati), ma in realtà la maggior parte di tali armi rimase a livello di progetto (come il programma nucleare militare tedesco) o di prototipo.
In termini di armi personali, un'arma segreta è invece un'arma che viene nascosta, o un oggetto apparentemente innocuo utilizzato come arma. Tra i numerosi esempi nelle opere di fantasia vi sono gli ombrelli che sparano proiettili utilizzati dal personaggio del Pinguino nei fumetti di Batman e gli orologi che emettono letali raggi laser di James Bond; in effetti dopo la seconda guerra mondiale il concetto di armi segrete è stato ampiamente diffuso grazie ai romanzi e film che hanno per protagonista l'agente 007.
La natura stessa delle armi segrete è peculiare, in quanto tendono a non rimanere segrete per molto tempo nel momento in cui vengono effettivamente utilizzate come armi. La bomba volante V1 tedesca della seconda guerra mondiale rimase segreta solo fino a quando non venne utilizzata contro obiettivi alleati. Il fattore di segretezza dipende dal ristretto numero di persone a conoscenza dello sviluppo dell'arma e, in definitiva, dalla presenza di sopravvissuti in grado di segnalare l'esistenza dell'arma una volta che essa sia stata utilizzata sul campo. Le armi segrete sono oggetto delle politiche di sicurezza militari e costituiscono un obiettivo dello spionaggio avversario.
L'espressione "arma segreta" viene inoltre utilizzata in senso figurato, in riferimento a una tecnica sconosciuta di qualsiasi tipo che una persona utilizza improvvisamente sorprendendo il suo avversario. Ad esempio, un oratore può utilizzare riferimenti a una certa fonte autorevole come "arma segreta" per screditare le affermazioni dell'antagonista.